# John McEnroe

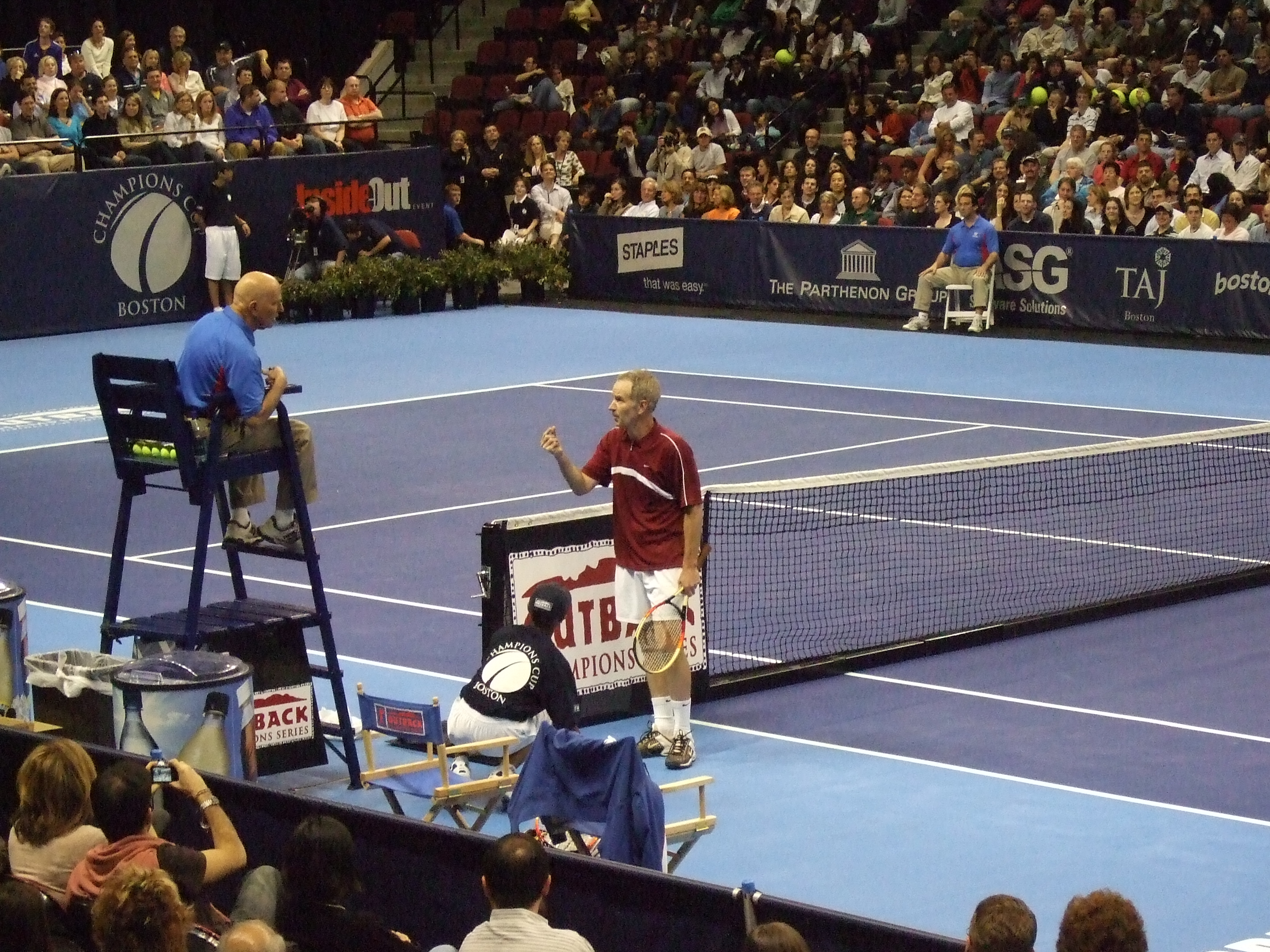
John McEnroe w charakterystycznej dla siebie dyskusji z arbitrem

John McEnroe (John Patrick McEnroe Jr., ur. 16 lutego 1959 w Wiesbaden) – amerykański tenisista, występujący na światowych kortach od 1978 do 2006 roku, klasyfikowany w rankingu ATP na 1. miejscu w grze pojedynczej (1980) i na 1. miejscu w grze podwójnej (1983); mistrz siedmiu turniejów wielkoszlemowych w grze pojedynczej (1979-1984), dziewięciu w grze podwójnej (1979-1992) i jednego w grze mieszanej (1977); zwycięzca ATP Finals 1978, 1983 i 1984 w grze pojedynczej oraz w latach 1978–1984 w grze podwójnej; pięciokrotny zdobywca Pucharu Davisa wraz z drużyną Stanów Zjednoczonych (1978-1992); finalista Pucharu Hopmana 1990 wraz z drużyną Stanów Zjednoczonych. Tenisista leworęczny z jednoręcznym bekhendem.
Do 2006 roku wygrał 77 turniejów ATP Tour w grze pojedynczej, 78 w grze podwójnej i 1 w grze mieszanej, co jest najwyższą łączną sumą wygranych zawodów w historii tenisa.
W sezonie 1984 wygrał 82 mecze singlowe, a przegrał 3, co daje mu najwyższy w dziejach procent wygranych spotkań w jednym roku kalendarzowym (96,5%).
W 1981, 1983 i 1984 nagradzany był tytułem Tenisisty Roku ATP i Mistrza Świata ITF.
Znany ze swojego wybuchowego charakteru; w czasie meczów wielokrotnie wszczynał kłótnie z sędziami, za co często karany był dyskwalifikacją. Do historii przeszedł jego okrzyk You cannot be serious, którego adresatem był jeden z arbitrów w czasie turnieju wimbledońskiego w 1981 roku. Taki tytuł nosi również autobiografia tenisisty, wydana w 2002 roku.
Jego największymi tenisowymi rywalami byli: Ivan Lendl (z którym rozegrał 36 profesjonalnych pojedynków), Jimmy Connors (34), Bjorn Borg (14), Stefan Edberg i Mats Wilander (po 13).
W 1999 został włączony do Międzynarodowej Tenisowej Galerii Sławy.
Po zakończeniu kariery tenisowej pracował jako kapitan reprezentacji Stanów Zjednoczonych w Pucharze Davisa. Obecnie jest komentatorem tenisowym; współpracuje ze stacją Eurosport w czasie turniejów wielkoszlemowych.
Od września 2017 pełni funkcję kapitana Drużyny Światowej w międzynarodowych rozgrywkach o Puchar Lavera.

## Kariera tenisowa
Zawodnik leworęczny, przez wielu znawców uważany za najlepszego woleistę w historii. Budził emocje wśród kibiców nie tylko efektownym, ofensywnym stylem gry, ale także wybuchowym zachowaniem na korcie; kłócił się często z sędziami, co kilkakrotnie kończyło się dyskwalifikacją. W 1977 po raz pierwszy awansował do półfinału Wimbledonu, również półfinał osiągnął w swoim ostatnim występie w tym turnieju – w 1992. W latach 1980–1985 spędził łącznie 170 tygodni na pozycji lidera rankingu światowego; pozycję lidera osiągnął również w liście deblistów. Tworzył wybitną parę deblową z Peterem Flemingiem.
Karierę zawodową zakończył w 1992, w ostatnim roku startów wygrywając w parze z Niemcem Stichem grę podwójną na Wimbledonie, po niezwykle zaciętym pięciosetowym finale z Grabbem i Renebergiem. Również w 1992 zdobył po raz piąty Puchar Davisa (wcześniej w 1978, 1979, 1981 i 1982), występując w meczu finałowym w deblu, jako partner Samprasa. Zdobył ponadto dwukrotnie Drużynowy Puchar Świata (1984, 1985). Po zakończeniu kariery z powodzeniem występuje w rozgrywkach weteranów, udziela się również jako komentator tenisa. W lutym 2006 wystąpił z tzw. dziką kartą w turnieju deblowym w San Jose i w parze ze Szwedem Björkmanem odniósł 78. turniejowe zwycięstwo. W latach 1999–2000 pełnił funkcję kapitana reprezentacji w Pucharze Davisa, ale po mało udanym sezonie (trudne zwycięstwa nad Zimbabwe i Czechami, porażka 0:5 z Hiszpanią) zrezygnował i został zastąpiony przez brata, Patricka.
W 2009 John McEnroe i Jimmy Connors rozegrali pokazowy mecz podczas wielkoszlemowego turnieju US Open.
- Statystyki:
  - rok rozpoczęcia profesjonalnych startów – 1978;
  - łączna liczba zwycięstw w singlu – 881;
  - łączna liczba porażek w singlu – 198;
  - liczba zdobytych tytułów w singlu – 77 (w tym 7 wielkoszlemowych);
  - liczba wygranych turniejów na kortach dywanowych – 43
  - liczba zdobytych tytułów w deblu – 78[4];
  - łączna suma zarobionych na korcie pieniędzy – 12 547 797 dolarów
- Poszczególne zwycięstwa w turniejach Wielkiego Szlema:
  - 1979 – US Open, przeciwnik w finale: Vitas Gerulaitis, wynik meczu: 7:5, 6:3, 6:3;
  - 1980 – US Open, przeciwnik w finale: Björn Borg, wynik meczu: 7:6, 6:1, 6:7, 6:7, 6:4;
  - 1981 – Wimbledon, przeciwnik w finale: Björn Borg, wynik meczu: 4:6, 7:6, 7:6, 6:4;
  - 1981 – US Open, przeciwnik w finale: Björn Borg, wynik meczu: 4:6, 6:2, 6:4, 6:3;
  - 1983 – Wimbledon, przeciwnik w finale: Chris Lewis, wynik meczu: 6:2, 6:2, 6:2;
  - 1984 – Wimbledon, przeciwnik w finale: Jimmy Connors, wynik meczu: 6:1, 6:1, 6:2;
  - 1984 – US Open, przeciwnik w finale: Ivan Lendl, wynik meczu: 6:3, 6:4, 6:1.

## Życie prywatne
John McEnroe urodził się w Wiesbaden na terenie ówczesnej Republiki Federalnej Niemiec.
Jego rodzicami byli Amerykanie, John Patrick McEnroe Sr. i jego żona, Kay z domu Tresham. Wraz z rodziną przeprowadził się do Nowego Jorku w 1960.
Ma dwóch młodszych braci: Marka McEnroe (ur. 1964) i Patricka McEnroe (ur. 1966), również tenisistę.
1 sierpnia 1986 wziął ślub z amerykańską aktorką Tatum O'Neal. Małżonkowie mają troje dzieci: Kevina Jacka McEnroe (ur. 23 maja 1986), Seana Timothy’ego O’Neal (ur. 23 września 1987) i Emily Katherine McEnroe (ur. 10 maja 1991). Związek zakończył się rozwodem w 1994, a w 1998 tenisista otrzymał wyłączne prawo opieki nad dziećmi z powodu uzależnienia O’Neal od heroiny.
W 1997 jego drugą żoną została amerykańska piosenkarka rockowa Patty Smyth. Para ma dwie córki: Annę McEnroe (ur. 27 grudnia 1995) i Avę McEnroe (ur. 28 marca 1999).
Mieszka w Nowym Jorku.

## Odznaczenia
- Chevalier Legii Honorowej – Francja, 2024[6]